# Takayus linimaculatus
Takayus linimaculatus là một loài nhện trong họ Theridiidae.
Loài này thuộc chi Takayus. Takayus linimaculatus được Chuandian Zhu miêu tả năm 1998.